# لوژنو
لوژنو (به لاتین: Luzino) یک روستا در لهستان است که در گمینا لوژنو واقع شده‌است. لوژنو ۶٬۹۸۵ نفر جمعیت دارد.

## خواهرخوانده
شهر شتولتسناو خواهرخواندهٔ لوژنو هست.